# Café de la Paix (Valréas)
Pour les articles homonymes, voir Café de la Paix.
Le Café de la paix, est un café-restaurant, à Valréas, dans le département de Vaucluse.

## Histoire
Le Grand Café de Faure est créé en 1903, au rez-de-chaussée d'un bâtiment du XIXe siècle, par Louis Faure. Entre 1904 et 1906, celui-ci confie la décoration intérieure à Monsieur Marentier, qui réalise un ensemble, mural et mobilier, proche du style Art déco. Le lieu prend son nom actuel en 1922. Il est inscrit au titre des monuments historiques depuis le 6 février 1986.

## À voir aussi